# Université de l'Arkansas
L'université de l'Arkansas (en anglais : University of Arkansas ; en abrégé : U of A, UARK ou simplement UA) est une université américaine, située à Fayetteville dans l'Arkansas et fondée en 1871. C'est le campus phare du système d'université de l'Arkansas et la plus grande université la plus renommée de l'État. 
Sa devise latine est Veritate Duce Progedi (pour progresser avec la vérité pour guide). En 2010, elle compte 24 595 étudiants.
En sport, les Razorbacks de l'Arkansas défendent les couleurs de l'établissement en Southeastern Conference, en NCAA.

## Personnalités liées à l'université

### Étudiants
- Mohja Kahf, poétesse, journaliste et romancière syro-américaine
- Anthony Black, basketteur drafté aux Magic d'Orlando en 2023 à la 6e position.
- Amber Straughn, astrophysicienne américaine.
- Nikki Hiltz, personnalité non binaire de l'athlétisme[1]
- Veronica Campbell-Brown, sprinteuse jamaïcaine, membre des Razorbacks